# Sergio-Maurice Vaglio
Sergio-Maurice Vaglio (* 24. Oktober 1971 in Thun) ist ein Schweizer Schauspieler und Sänger.

## Leben
In Thun geboren, liess Vaglio sich am Konservatorium Bern in Gesang und Schauspiel ausbilden. 1995/96 spielte er den Eddie in The Rocky Horror Picture Show an den Städtischen Bühnen Augsburg. Es folgten Engagements als Enjolras in Les Misérables im Musical Theater Duisburg, als Fürsterzbischof Colloredo in der Welturaufführung von Mozart! und als Spider Jekyll & Hyde im Theater an der Wien. 2002/03 spielte er die Rolle des Oberst Krabbe in der Welturaufführung von Deep in der Maag Music Hall in Zürich. 
In der Saison 2003/04 spielte er die Rolle des Harry in Stephen Sondheims Musical Company an der Wiener Kammeroper sowie den Ché in Andrew Lloyd Webbers Evita. 2005 debütierte er bei den Thunerseespielen als Chef im Ring in Miss Saigon. Des Weiteren spielte er bei den Thunerseespielen 2006 den Luigi Lucheni in der Schweizer Erstaufführung von Elisabeth, 2007 den Jean Valjean in Les Misérables. 
2010 kreierte und prägte er in der Welturaufführung des Musicals Dällebach Kari die Rolle des Alkohol. Darauf folgte ein Engagement als alternierender Dänu, Ferdinand und Herr Lieberherr in Ewigi Liebi in Bern und Zürich, bevor er 2012 in Bern erneut als Alkohol in Dällebach Kari auf der Bühne stand. 
Vaglio liess am Actors’ Temple in London in der Schauspieltechnik von Sanford Meisner weiterbilden und spielte im Sommer 2014 den Schrebergartenpräsidenten Giovanni Topo in der Uraufführung von Paradies (Bühnenfassung frei nach Mano Khalils Dokufilm Unser Garten Eden) auf dem Theater Gurten in Bern. Des Weiteren war er als Paul Sheldon in Misery an den Burgdorfer Krimitagen und als Alain Keller in Remake in der Berner Cinématte zu sehen. Ab Sommer 2015 spielt er in der Welturaufführung von The Matterhorn Story den Pfarrer Josef Ruden (Freilichtspiele Zermatt).
Seit 2004 tritt Vaglio auch als Popmusiker (unter dem Namen Maurice Merlo bzw. Maurice) in Erscheinung. Seine Single Stärneklar schaffte den Sprung in die offizielle Schweizer Single-Hitparade, der Videoclip erreichte in den Airplay-Charts bei VIVA den 2. Platz. 2010 erschien sein Album The Cologne Trilogy. Zurzeit arbeitet er an seinem neuen Album, das voraussichtlich im Frühjahr 2016 erscheinen wird.
Nach längerer Funkstille wurde Anfang 2019 unter dem Namen Sophos die erste Single, Inner Child, der drei teiligen Stripped EP veröffentlicht. Der Sound unterscheidet sich sehr stark von den vorgehenden musikalischen Werken. Statt Pop steht nun Trip-Hop im Vordergrund, welcher mit melancholischen 80er-Jahre-Wave-Klängen unterstrichen wird. Darauf folgend wurde die zweite Single, Frown, Mitte 2019 veröffentlicht. Das Album "Pyramid" wurde im Herbst 2019 veröffentlicht.

## Theater
- 1995/96: Eddie in The Rocky Horror Show, Städtische Bühnen, Augsburg
- 1996–1999: Enjolras/Swing in Les Misérables, Musical Theater, Duisburg
- 1999–2000: Fürsterzbischof Colloredo (alternierend) in Mozart!, Theater an der Wien, Wien
- 2001/02: Spider in Jekyll & Hyde, Theater an der Wien, Wien
- 2002/03: Oberst Krabbe in Deep, Maag Halle, Zürich
- 2003/04: Harry in Company, Kammeroper, Wien
- 2004:    Ché in Evita, WMC, Einsiedeln
- 2005:    Chef im Ring in Miss Saigon, Thunerseespiele, Thun
- 2006:    Luigi Lucheni in Elisabeth, Thunerseespiele, Thun
- 2006:    Christian/Metanoios in Basileia, Volkshaus, Basel
- 2007:    Jean Valjean in Les Misérables, Thunerseespiele, Thun
- 2010:    Alkohol in Dällebach Kari, Thunerseespiele, Thun
- 2010–2012: Dänu, Ferdinand, Herr Lieberherr (alle alternierend) in Ewigi Liebi, Ewigi Liebi Theater, Bern/Maag Halle, Zürich
- 2012:    Alkohol in Dällebach Kari, Ewigi Liebi Theater, Bern
- 2014:    Giovanni Topo in Paradies, Theater Gurten, Bern
- 2014:    Paul Sheldon in Misery, Burgdorfer Krimitage, Burgdorf
- 2015:    Alain Keller in Remake, Cinématte, Bern
- 2015:    Josef Ruden in The Matterhorn Story, Freilichtspiele Zermatt

## Singles
- 2004: Stärneklar
- 2004: Härz us Stei (Radio Single)
- 2007: Midnight Sun (Radio Single)
- 2007: Seven Seas (Radio Single)
- 2007: Invisible Shelter (Radio Single)
- 2010: Awakening (E-Nature feat. Maurice Merlo) (Radio Single)
- 2010: Iceland (Radio Single)
- 2010: Spreading Rumours (Radio Single)
- 2011: Winter In Cologne (Radio Single)
- 2011: Zrügg zu Dir (Offizieller Geo Beo Song 2011)
- 2011: After All (Radio Single)
- 2013: I Still Believe (Radio Single)
- 2019: Inner Child (Sophos)
- 2019: Frown (Sophos)
- 2019: Letting Go (Sophos)
- 2021: Empires Of Delight (Sophos)
- 2022: Mad World (Sophos)
- 2023: Would You Rather Be There? (Sophos)

## EPs
- 2019: Stripped - Part One (Sophos)
- 2019: Stripped - Part Two (Sophos)

## Alben
- 2007: Life Vest Under My Seat (Maurice)
- 2010: The Cologne Trilogy (Maurice Merlo)
- 2019: Pyramid (Sophos)